# Сельджук
Сельджу́к (Сельджук ибн Дукак, перс. سلجوق بن دقاق‎, тур. Selçuk Dukak Bey), или аль-Малик аль-Гази (араб. الملك الغازي‎, «Царь-воин») — глава огузо-туркменского племени кынык, эпоним династии Сельджукидов.

## Биография
Отцом Сельджука был Токак, происходивший из рода Тугшермыша (около 100 человек) огузского родового племени кынык. Токак находился на военной службе у ябгу или (йабгу) Али, правителя Дженда. Имя «Токак» означает «Железная стрела». Есть сведения, что его сын Сельджук начинал свою военную карьеру командиром в войсках Хазарского каганата. Позже после ослабления власти кагана в середине X века вместе с отцом перешел на службу к огузам.
Ему было не более 20 лет, когда он стал сю-баши у огузского ябгу. По легенде, жена ябгу, видя в Сельджуке опасного соперника, подговаривала мужа убить его.
Узнав об этом заговоре, Сельджук собрал всех людей своего племени Кынык и с сотней всадников переселился под предлогом поиска новых пастбищ из Турана, страны огузов, в Иран. Это случилось в 985 или 986 году. Прожил, по преданию, 107 лет и умер в Дженде. Сельджук оставил после себя пятерых сыновей. Внуки Сельджука стали выдающимися полководцами Халифата: Тогрул-бек, Чагры-бек Дауд, Алп-Арслан. Впоследствии, захватив Армению, Византию, Месопотамию, Ирак, Сирию и большую часть Ирана они создали огромную империю и стали основателями династии Сельджукидов, правившей этими землями с XI по XIV века.
Г. Вейль считал, что основатель династии Сельджукидов находился вначале на службе у «киргизского» правителя по имени Бейгу. Аналогичной точки зрения придерживается К. Брокельман, считающий сельджуков выходцами из «киргизских» степей.

## Дети и внуки
1. Микаил-бек; сыновья: Тугрул-бек, Чагры-бек.
2. Исраил-ябгу (он же Арслан-ябгу); сыновья: Кутулмыш, Расул-Тегин
3. Муса-ябгу; дети: Хасан-бей
4. Юсуф Инал (он же Юсуф-ябгу); дети: Ибрагим Инал, Эрташ-ябгу.